# Roberto Domingo Rico Díaz
Roberto Domingo Rico Díaz (Bogotá 22 de marzo de 1887- 3 de abril de 1945) fue un militar colombiano. General del Ejército Nacional de Colombia.

## Biografía
Hijo del político y ministro Luis Carlos Rico y de Graciliana Díaz. Ingreso al Ejército Nacional siendo un niño en la guerra de los Mil Días, entró a la Escuela Militar de Cadetes, en 1916 se retira del servicio activo para dedicarse a actividades agrícolas.
Para 1918, volvió al Ejército Nacional, en 1924 llega a ser Teniente Coronel y se le nombra Agregado Militar de Colombia en Brasil, en 1930 es nombrado comandante del Batallón de Infantería Sucre y en 1932 ascendido a Coronel. A raíz de la guerra colombo-peruana es nombrado jefe de la frontera de Amazonas y Putumayo en remplazo de Amadeo Rodríguez liderando posteriormente la Batalla de Güepí.
Después de la guerra fue Director de la Escuela Militar de Cadetes, y de la Brigada de Institutos Militares.

## Homenajes
El Ejército Nacional de Colombia creó el Batallón de infantería General Roberto Domingo Rico Díaz en Villagarzón (Putumayo) de la Sexta División.

## Muerte
Murió de un infarto (ataque al corazón) el 3 de abril de 1945